# زیپو
زیپو (به انگلیسی: Zippo) مارک تجاری فندک بنزینی است که از ۱۹۳۲ (میلادی) در ایالت پنسیلوانیا ایالات متحده آمریکا تولید می‌شود. این کارخانه در طی ۹ دهه گذشته، هزاران مدل و طرح از فندک تولید کرده. به خصوص مدل‌های نظامی ویژه هنگ‌ها. محصولات زیپو در سرتاسر دنیا به عنوان نمادی متمایز از آمریکا فروخته می‌شوند.

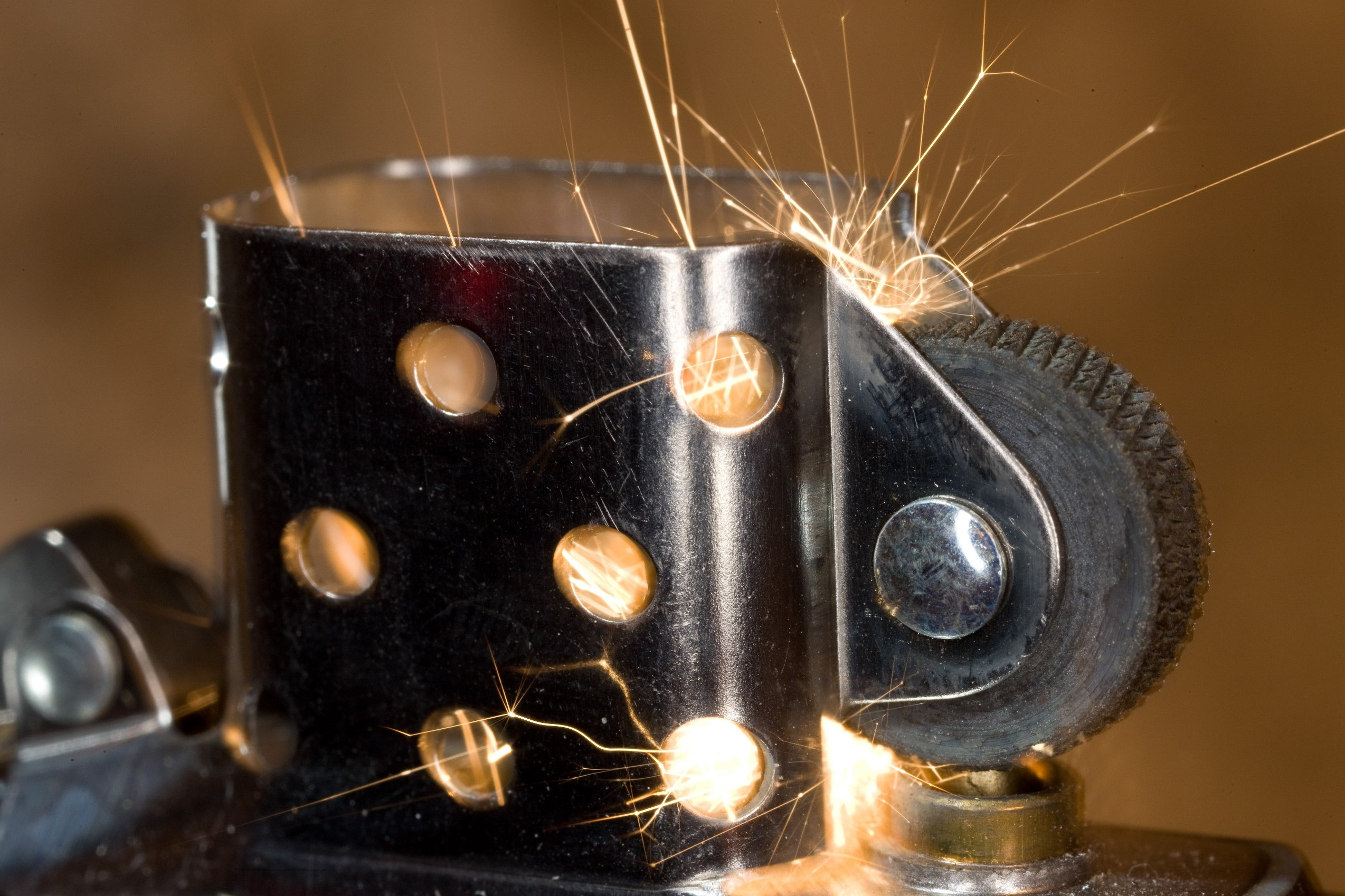
نمونه‌ای از فندک آتشزنه زیپو

## انواع
فندک زیپو برای استفاده‌های گوناگون، طراحی و ساخته شده است. فندک مخصوص روشن کردن شمع وسیگار، فندک با سوخت بوتان و فندک بنزینی که معروف‌ترین نوع آن است. همچنین لوازم یدکی مانند زیرسیگاری زیپو، سنگ آتشزنه، سوخت مایع برای فندک‌ها و نوعی از فندک برای گرم کردن دست از محصولات تولید شده زیپو هستند.

## قطعات فندک بنزینی
فندک بنزینی زیپو دارای انواع گوناگون رنگ و طرح است. این فندک شامل یک بدنه فلزی خارجی که با یک لولا به در آن وصل شده، یک قطعه داخلی فلزی که در داخل آن مقداری پنبه، فتیله نسوز، فنر مخصوص سنگ آتشزنه و یک ضامن برای بازکردن در فندک است.